# Novo Esporte Clube Ipatinga
O Novo Esporte Clube Itabirinha é um clube de futebol profissional, sediado na cidade de Itabirinha, no Vale do Rio Doce, MG.

## História
Foi fundado em 12 de dezembro de 2012, tendo como principal idealizador o empresário João Chico.
O Novo Esporte foi fundado no mesmo ano em que o Ipatinga Futebol Clube anunciou sua transferência para Betim e o Ideal Futebol Clube adiou seu retorno ao futebol profissional para 2014. Em 2013, portanto, o Novo estreou no profissionalismo na condição de único representante da cidade de Ipatinga na categoria. Apesar de representar esta cidade, o clube não disputou suas partidas em Ipatinga naquele ano, devido ao Estádio Municipal João Lamego Netto não ter sido liberado para uso em partidas oficiais da FMF. O Novo mandou parte de seus jogos no Estádio Louis Ensch, em Coronel Fabriciano e parte no Estádio Israel Pinheiro, em Itabira.
Foi eliminado de seu primeiro torneio, a Segunda Divisão de 2013, ainda na primeira fase. Disputou mais duas edições, com seu melhor desempenho em 2015, mas foi impedido de entrar na de 2016 por problemas financeiros.